# Manuel Valdés
Fernando Manuel "El Loco" Alonso Gómez de Valdés y Castillo (Ciudad Juárez, 29 de janeiro de 1931 — Cidade do México, 28 de agosto de 2020) foi um ator cômico mexicano. Era irmão dos atores Germán Valdés "Tin Tan", Antonio "El Ratón" Valdés e  Ramón Valdés, que interpretou "Don Ramón" (Seu Madruga) em El Chavo del Ocho (Chaves no Brasil). Foi pai do também ator Marcos Valdés e do cantor Cristian Castro, filho da atriz e cantora Verónica Castro.
Morreu no dia 28 de agosto de 2020, aos 89 anos, devido a complicações do câncer de pele e do cérebro.

## Filmografia
- Dos tipas de cuidado (1989)
- El bar de los nacos (1989)
- Entre ficheras anda el diablo - La pulquería 3 (1984)
- La pulquería 2 (1982)
- La pulquería (1981)
- Las tentadoras (1980)
- El capitán Mantarraya (1973)
- Bikinis y rock (1972)
- Bromas, S.A. (1967)
- Las mujeres panteras (1967)
- Los fantasmas burlones (1965)
- Tintansón Crusoe (1965)
- Caperucita y Pulgarcito contra los monstruos (1962)